# VR-Bank Werdenfels
Die VR-Bank Werdenfels eG ist ein genossenschaftliches Kreditinstitut in Bayern. Sie entstand durch Fusion der drei regionalen Banken VR-Bank, Volks- und Raiffeisenbank im Landkreis Garmisch-Partenkirchen eG, Raiffeisenbank Weilheim eG und der Volksbank-Raiffeisenbank Penzberg eG. Die VR-Bank Werdenfels eG betreibt das Universalbankengeschäft.

## Geschichte
Die Ursprünge liegen in dem 1893 gegründeten Darlehenskassenverein Unterammergau eG und Wessobrunn-Haid eG. Zeitnah wurden weitere Spar- und Darlehenskassenvereine in der Region gegründet. Die vorläufig letzte Fusion erfolgte im Jahr 2012 mit der VR-Bank, Volks- und Raiffeisenbank im Landkreis Garmisch-Partenkirchen eG, Raiffeisenbank Weilheim eG und der Volksbank-Raiffeisenbank Penzberg eG.

## Geschäftsgebiet

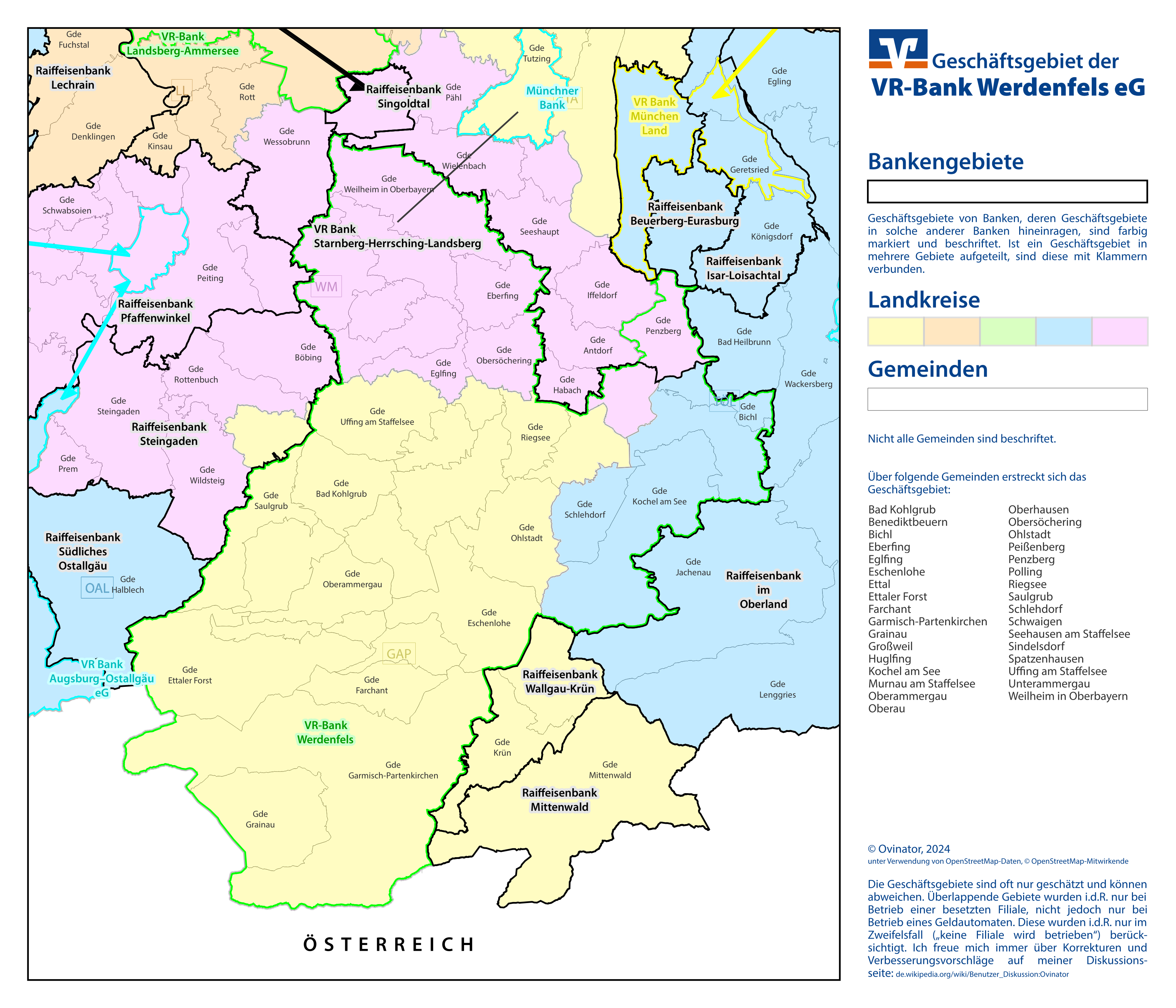
Geschäftsgebiet

Das Geschäftsgebiet der VR-Bank Werdenfels eG umfasst 11 Filialen sowie 22 SB-Standorte, welche in den Landkreisen Garmisch-Partenkirchen, Weilheim-Schongau und Bad Tölz-Wolfratshausen niedergelassen sind.

## Mitgliedschaft
Die VR-Bank Werdenfels eG wird als Genossenschaft von 22.831 Mitgliedern (Stand Dezember 2022) getragen. Mitglieder sind Miteigentümer, Träger und Kunden der Bank, sowie Kapitalgeber und Gewinnbeteiligte.

## Stiftung
Das Anliegen der Bürgerstiftung liegt in der „Hilfe zur Selbsthilfe“. Deswegen will die Stiftung möglichst viele Bürger zum Mitmachen ermutigen – sei es durch finanzielle Zuwendungen oder durch eigenverantwortliche Bewältigung gesellschaftlicher Aufgaben in der Region.  Die Bürgerstiftung wirkt langfristig und nachhaltig, da nur Erträge und Spenden für die Projekte ausgeschüttet werden – das Stiftungskapital, das durch Zustiftung kontinuierlich wachsen soll, wird nicht angerührt.